# Svartöstadens municipalsamhälle
Svartöstadens municipalsamhälle var ett municipalsamhälle i Nederluleå landskommun i Norrbottens län.

## Administrativ historik
Municipalsamhället bildades enligt beslut av länsstyrelsen i Norrbottens län den 29 september 1900, som fastställdes av regeringen den 23 augusti 1901. Municipalsamhället omfattade då Svartöstaden i Nederluleå landskommun, och inom samhället skulle samtliga av de fyra stadsstadgorna gälla: brandstadgan, byggnadsstadgan, hälsovårdsstadgan och ordningsstadgan.
Svartöstadens municipalsamhälle upplöstes den 1 januari 1933 (enligt beslut den 31 mars 1932) då det uppgick i Luleå stad. Samtidigt överfördes även det angränsande området Skurholmsstaden (som inte ingick i municipalsamhället) till staden från Nederluleå landskommun.

### Kyrklig tillhörighet
Municipalsamhället tillhörde i kyrkligt hänseende Nederluleå församling.

## Befolkningsutveckling
| Befolkningsutvecklingen i Svartöstadens municipalsamhälle 1909–1932                                                          | Befolkningsutvecklingen i Svartöstadens municipalsamhälle 1909–1932 | Befolkningsutvecklingen i Svartöstadens municipalsamhälle 1909–1932 | Befolkningsutvecklingen i Svartöstadens municipalsamhälle 1909–1932 | Befolkningsutvecklingen i Svartöstadens municipalsamhälle 1909–1932 |
| --- | ------------------------------------------------------------------- | ------------------------------------------------------------------- | ------------------------------------------------------------------- | ------------------------------------------------------------------- |
| |                                                                     |                                                                     |                                                                     |                                                                     |
| År |                                                                     |                                                                     | Invånare                                                            |                                                                     |
| 1909 | 1909                                                                |                                                                     | 983                                                                 | 983                                                                 |
| 1910 | 1910                                                                |                                                                     | 935                                                                 | 935                                                                 |
| 1915 | 1915                                                                |                                                                     | 919                                                                 | 919                                                                 |
| 1920 | 1920                                                                |                                                                     | 1 031                                                               | 1 031                                                               |
| 1925 | 1925                                                                |                                                                     | 1 035                                                               | 1 035                                                               |
| 1930 | 1930                                                                |                                                                     | 1 090                                                               | 1 090                                                               |
| 1932 | 1932                                                                |                                                                     | 1 081                                                               | 1 081                                                               |
| Befolkning den 31 december enligt den administrativa indelningen den 1 januari följande år Källa: SCB:s historiska statistik |                                                                     |                                                                     |                                                                     |                                                                     |

## Geografi
Svartöstadens municipalsamhälle omfattade den 1 januari 1931 en areal av 0,82 km², varav 0,82 km² land.